# آریانا کاروسو
آریانا کاروسو (انگلیسی: Arianna Caruso؛ زادهٔ ۶ نوامبر ۱۹۹۹) بازیکن فوتبال اهل ایتالیا است.
وی همچنین در تیم‌های ملی فوتبال Italy women's national under-17 football team و زنان ایتالیا بازی کرده‌است.